# ГОСЄТ
ГОСЄТ (рос. ГОСЕТ) – абревіатура, яка використовувалася в розмовній і письмовій мові для позначення державних єврейських театрів (рос. ГОСударственный Еврейский Театр), які були засновані і діяли в Радянському Союзі в першій половині XX ст. (1920-1949)

Діячі єврейського театру С. Міхоелс, Б. Зускін, І. Добрушин (1922)

## Московський ГОСЄТ
Найбільше відомим був Московський державний єврейський театр, перший в історії театр на мові їдиш, який субсидувався державою. Він був створений на базі театральної студії, заснованої в Петрограді 1919 року, яка в 1920 році перебралася в Москву (до 1925 року мав назву: Московський державний єврейський камерний театр).
Засновником студії і ГОСЄТа, їх художнім керівником і режисером всіх постановок до 1929 року був О. Грановський.
З 1929 року на чолі ГОСЄТа був С.М. Міхоелс.
В кінці сорокових років, під час «боротьби з космополітизмом», театр припинив своє існування.
Остання вистава Московського ГОСЄТа – «Гершеле Острополер»  М. Гершензона – відбулася 16 листопада 1949 року. Через декілька днів театр був офіційно закритий — в зв’язку з «малою відвідуваністю».

## Державний єврейський театр в Україні
Державний єврейський театр в Україні (ГОСЄТ УРСР) був створений в 1925 році на основі студії Культур-Ліга в Харкові, тодішній столиці України. Першим керівником театру був Е. Лойтер (до 1928 року).
В 1934 році, після зміни столичного міста України, театр переїжджає в Київ. Серед персоналій театру — Гірш Вайсман, заслужений артист УРСР (1940). 1934 року до театру приєднався корифей єврейської сцени заслужений артист УРСР Яків Ліберт (1872—1946).
Під час війни (1941-1945) театр працював в Джамбулі (Казахстан).
Після війни повернувся на Україну в Чернівці, де працював до 1949 року.
В Чернівцях державний єврейський театр тісно пов'язаний з іменами Сіді Таль і Мойсея Ельовича Альтмана.
Альтман мав тісні зв'язки з київським і московським театрами «ГОСЄТ», тривалий час був завлітом Українського державного єврейського театру. Переклав єврейською мовою (їдиш) п'єси О. Островського, Г. Мольєра, Д. Прістлі та ін.

## ГОСЄТ в Білорусі
В Білорусі державний єврейський театр був створений в 1926 році у Мінську. Засновником і першим режисером був М.Ф. Рафальський (до 1937). Театр припинив свою діяльність в 1949 році.